# Katsuta (distrito)
Katsuta (勝田郡; -gun) é um distrito localizado na Província de Okayama, no Japão.
Em 1 de Maio de 2004 a população do distrito era estimada em 17 888 habitantes e a densidade populacional era de 144,68 habitantes por km². A área total é de 123.63 km².

## Cidades e vilas
- Nagi
- Shoo

## História
Em 28 de Fevereiro de 2005, Shoboku se desmembrou do distrito de Katsuta para fazer parde da cidade de Tsuyama.  Em 31 de Março de 2005 a cidade de Katsuta, Okayama, se desmembrou do distrito de Katsuta para formar a nova cidade de Mimasaka.  Antes de 28 de Fevereiro, o distrito de 
Katsuta consistia das seguintes cidades e vilas:
- Katsuta
- Nagi
- Shoboku
- Shoo

Em 2003 a população do distrito era estimada em 29.056 habitantes e a densidade populacional era de 113,58 habitantes por quilômetro km².   A área total é de 255,82 km².